# メカデザイナーズサミット
MECHANICAL CITY INAGI PRESENTS メカデザイナーズサミット（メカニカルシティイナギプリゼンツ メカデザイナーズサミット）は、東京都稲城市が主催するアニメのメカニックデザインに関するトークイベント。2012年（平成24年）から2023年（令和5年）にかけて全10回開催された。

## 概要

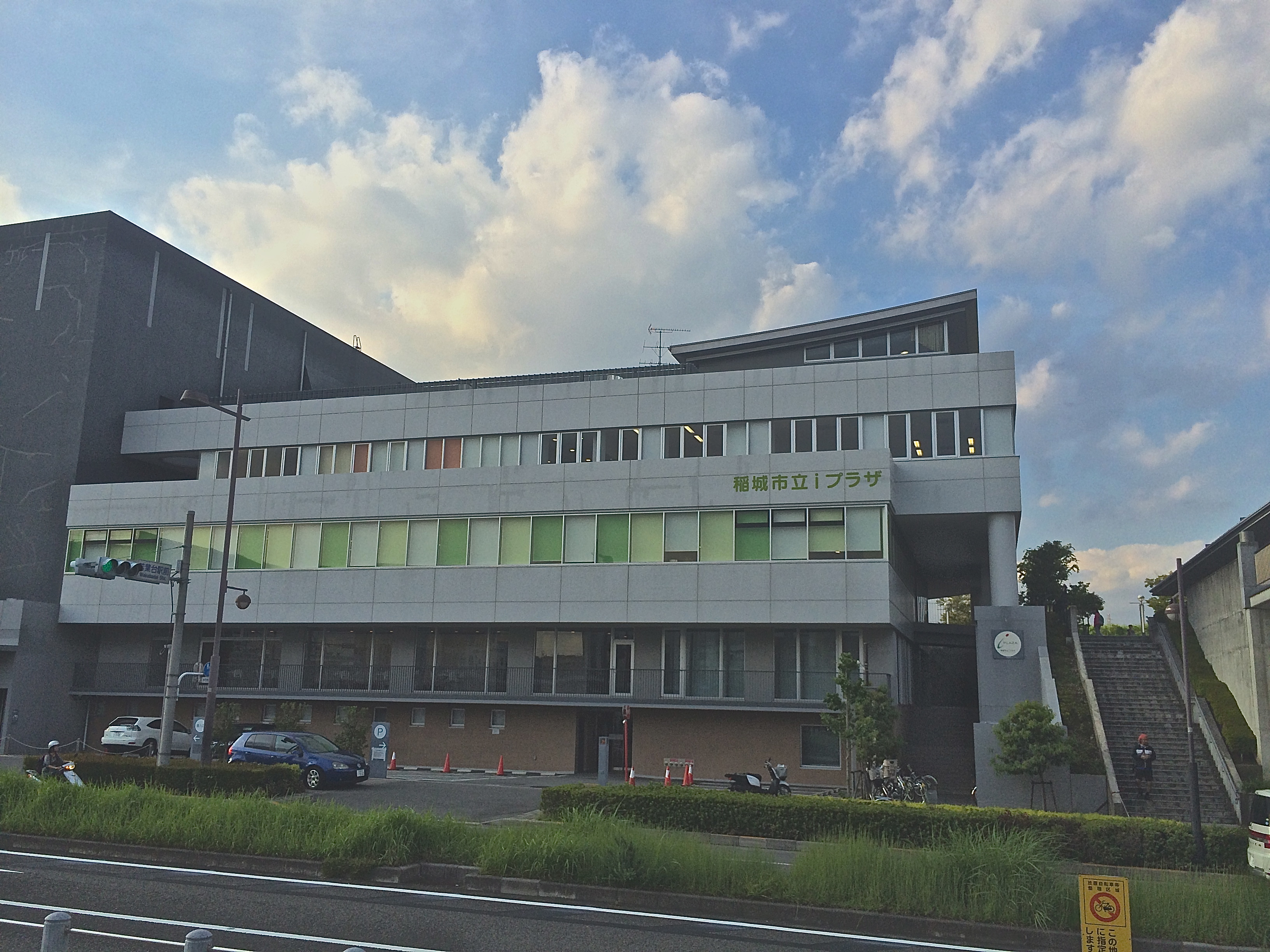
稲城市立iプラザ

稲城市は地域活性化・観光事業促進のための施策として、地元出身・在住のメカニックデザイナー大河原邦男をフィーチャーした「MECHANICAL CITY INAGI Presents メカニックデザイナー大河原邦男プロジェクト」を推進している。2012年1月に稲城市の市制執行40周年と大河原のデザイナー活動40周年を記念した「大河原邦男作品展」を開催し、同年12月に「メカデザイナーズサミット」を初開催した。その他にも、大河原が稲城市の公式キャラクター「稲城なしのすけ」と「オネカン戦士 ペダリオン」をデザインし、ヤッターワンやガンダム、シャア専用ザク、スコープドッグなどの大河原メカのモニュメントやデザインマンホールが市内各所に設置されている。
「メカデザイナーズサミット」は大河原をホストとし、「デザイン」や「ものづくり」にかかわるゲストを招き、クリエイション（創造）をテーマに語り合うトークイベントである。2014年のVol.02より定期開催され、Vol.05以降は各回トークテーマを設けてゲストを招いている。また、会場では稲城市の特産品や工業製品の紹介、ものづくりの楽しさを体験できる各種イベントを行っている。
2012年の初開催から2019年のVol.07までは京王相模原線若葉台駅前の稲城市立iプラザのホールで入場無料の有観客イベントとして開催された。2020年は新型コロナウイルス感染症拡大により中止となり、2021年のVol.08よりYouTubeにおける無料配信イベントに変更された。トークの模様はJR南武線稲城長沼駅前の観光案内所、いなぎ発信基地ペアテラスよりライブ配信される（公式チャンネルにてアーカイブ閲覧可）。
2023年3月のVol.10開催にあたり、今回が最終回となることが稲城市観光課より告知された。

## 開催内容

### Vol.01
- 日時：2012年12月15日
- 場所：稲城市立iプラザ ホールおよびギャラリー・ホワイエ
- 出演者
  - ホスト：大河原邦男
  - ゲスト：宮武一貴（メカニックデザイナー・イラストレーター）、出渕裕（メカニックデザイナー・イラストレーター・アニメ監督）[12]
- 併催イベント：「大河原杯メカバトルトーナメント デモンストレーション」「稲城市特産品販売・工業製品展示会」[13]

### Vol.02
- 日時：2014年3月8日
- 場所：稲城市立iプラザ ホールおよびギャラリー・ホワイエ
- 出演者
  - ホスト：大河原邦男
  - ゲスト：寺岡賢司（メカニックデザイナー）、石垣純哉（メカニックデザイナー）、海老川兼武（メカニックデザイナー）、川口克己（バンダイホビー事業部）、馬場俊明（バンダイホビー事業部）[14]
- 併催イベント：「大河原杯メカバトルトーナメント」「稲城市特産品販売・工業製品展示会」

### Vol.03
- 日時：2015年3月14日
- 場所：稲城市立iプラザ ホールおよびギャラリー・ホワイエ
- 出演者
  - ホスト：大河原邦男
  - ゲスト：河森正治（メカニックデザイナー、アニメ監督）[15]
  - 司会：氷川竜介（アニメ特撮研究家）
- 併催イベント：「大河原杯メカバトルトーナメント」「稲城市特産品販売・工業製品展示会」

### Vol.04
- 日時：2016年3月19日
- 場所：稲城市立iプラザ ホールおよびギャラリー・ホワイエ
- 出演者
  - ホスト：大河原邦男
  - ゲスト：倉田光吾郎（現代美術家）、石田賢司（ロボット建造師）[16]
- 併催イベント：「大河原杯メカバトルトーナメント」「トークセッション いなぎの魅力発信」

### Vol.05
- テーマ：ぼくらのタイムボカンシリーズだペッチャ![17]
- 日時：2017年2月4日
- 場所：稲城市立iプラザ ホールおよびギャラリー・ホワイエ
- 出演者
  - ホスト：大河原邦男
  - ゲスト：笹川ひろし（アニメ監督・演出）、布川郁司（アニメーター、演出）[18]
  - 司会：五十嵐浩司（アニメ研究家）
- 併催イベント：「稲城なしのすけおもちゃなどを作ろう!」「全日本製造業コマ大戦 稲城場所 in メカデザイナーズサミット」

### Vol.06
- テーマ：魅せます! 選りすぐりの名作から紐解く大河原邦男の仕事[19]
- 日時：2018年1月13日
- 場所：稲城市立iプラザ ホールおよびギャラリー・ホワイエ
- 出演者
  - ホスト：大河原邦男
  - ゲスト：五十嵐浩司（アニメ研究家）、馬場俊明（バンダイホビー事業部）、小林公（兵庫県立美術館学芸員）[20]
  - 司会：羽田詩織
- 併催イベント：「全日本製造業コマ大戦 稲城場所」「塩山紀生原画展」「ぬりえ作品展示」「自作コマワークショップ」

### Vol.07
- テーマ：アニメ制作の裏側 企画、ストーリーから世界観の創造、視覚化、そして躍動する[21]
- 日時：2019年3月16日
- 場所：稲城市立iプラザ ホールおよびギャラリー・ホワイエ
- 出演者
  - ホスト：大河原邦男
  - ゲスト：高橋良輔（アニメ監督・演出・脚本）、銀河万丈（声優）、五十嵐浩司（アニメ研究家）[22]
  - 司会：羽田詩織
- 併催イベント：「全日本製造業コマ大戦 in 稲城場所」「町工場たいけん えんにち!」

### Vol.08
- テーマ：大河原邦男×ストリームベースがガンプラを語る 1979年アニメ放送からガンプラ発売、当時の熱狂的なブームになにがあったのか![23]
- 日時：2021年3月20日
- 場所：いなぎ発信基地ペアテラス
- 出演者
  - ホスト：大河原邦男
  - ゲスト：小田雅弘（ストリームベース元メンバー）、川口克己（ストリームベース元メンバー）[24]
  - 司会：廣田恵介（フリーライター）

### Vol.09
- テーマ：テレビアニメ放送開始から20周年、豪華制作陣が語る「機動戦士ガンダムSEED」、「機動戦士ガンダムSEED DESTINY」[25]
- 日時：2022年3月26日
- 場所：いなぎ発信基地ペアテラス
- 出演者
  - ホスト：大河原邦男
  - ゲスト：福田己津央（アニメ監督・演出・脚本家）、山根公利（メカニックデザイナー）、森田繁（脚本家・作家）[26]
  - 司会：石井誠（フリーライター）

### Vol.10
- テーマ：不朽の名作『機動戦士ガンダム』はどのように生まれたのか。[27]
- 日時：2023年3月18日
- 場所：いなぎ発信基地ペアテラス
- 出演者
  - ホスト：大河原邦男
  - ゲスト：安彦良和（漫画家）、松崎健一（脚本家）
  - 司会：石井誠（フリーライター）
- 併催イベント：「いなぎ発信基地ペアテラスワークショップ」→雨天中止